# ロプーチャ級揚陸艦
ロプーチャ級揚陸艦（ロプーチャきゅうようりくかん、英語: Ropucha-class landing ship）はソ連海軍の揚陸艦であり、ポーランド（建造当時はポーランド人民共和国）のグダニスク造船所で建造された。計画名は775号計画型大型揚陸艦（ロシア語: Большие десантные корабли проекта 775）および775II号計画型大型揚陸艦（ロシア語：Большие десантные корабли проекта 775II）NATOコードネームはロプーチャI級（775型）およびロプーチャII級（775II型）。

## 設計
海岸への兵員や車両の揚陸用に設計され、450トンの物資を搭載することができる。車両の積み下ろしのために船首と船尾の両方にランプドアがあり、そこから車両や貨物の積み降ろしができる。約650平方メートルの面積を持つ車両甲板に主力戦車や装甲兵員輸送車を収容することができる。
ロプーチャI級とロプーチャII級の違いは対空兵装で、ロプーチャI級はAK-725 57mm連装機関砲を2基、ロプーチャII級はAK-176 76mm単装速射砲1基とAK-630 30mm多連装機関砲2基を搭載する。対空兵装には、さらに9K32（SA-7）携行式地対空ミサイルを搭載するほか、揚陸時の制圧や支援にA-216グラートM 20連装122mmロケット弾発射機を2基搭載する。

## 運用史
1975年から1991年までに28隻が就役した。ソ連崩壊後は、一部の艦がウクライナ海軍に編入されたが、大半の艦がロシア海軍に継承された。
初の実戦は2008年に発生した南オセチア紛争である。ロシア海軍の特殊部隊を乗せた「ツェーザリ・クニコフ」とタピール級揚陸艦「サラトフ」がジョージアのポティ港に部隊を上陸させた。
2022年3月16日、津軽海峡を「アドミラル・ネヴェルスキイ」と「ペレスヴェート」、「オスリャービャ」が通過した。

### ロシアによるウクライナ侵攻
2022年3月24日、ウクライナ軍のOTR-21による攻撃によって、ウクライナザポリージャ州の港湾都市ベルジャーンシクに停泊していた「ノボチェルカスク」、「ツェーザリ・クニコフ」が損傷、タピール級揚陸艦「サラトフ」が撃沈された。
2023年8月4日、ウクライナ当局はロシアクラスノダール地方のノヴォロシースク港近くで「オレネゴルスキー・ゴルニャク」を水上ドローンで攻撃し、船体に穴があくなどの被害を与えたと発表した。イギリス国防省は5日の戦況分析で「深刻な損傷を受けたことはほぼ確実だ」と指摘し、損傷後の映像では30～40度傾いており「制御不能」な状態を示していると解説した。
2023年9月13日未明、ロシア占領下のクリミア半島にあるセヴァストポリにある乾ドックで修理を受けていた「ミンスク」と、改キロ級潜水艦「ロストフ・ナ・ドヌー 」がウクライナ軍による攻撃で損傷した。
2023年12月26日、ウクライナの戦闘機が巡航ミサイルを発射し、「ノボチェルカスク」が損傷した。 ロシアの複数の報道機関がTelegramに投稿したニュース映像では、港湾区域で強力な爆発と火災が発生している。
2024年2月14日、ウクライナ国防省情報総局（GUP）はクリミア半島南端のアルプカ沖で、「ツェーザリ・クニコフ」を複数の水上ドローン「マグラV5」で攻撃し撃沈したと発表した。攻撃はGUPの特殊部隊グループ13によるもので、GUPがYoutubeに公開した赤外線映像には、ロプーチャ級揚陸艦が損傷し転覆する様子が撮影されていた。その後、GUPは無線傍受から「ツェーザリ・クニコフ」が軍事物資を輸送中で、撃沈地点で「油の痕跡」が確認されたと発表した。

## 同型艦
| バッジ | 艦名                                        | 艦番号 | 建造所           | 就役           | 所属         | 状況               | 備考 |
| ------ | ------------------------------------------- | ------ | ---------------- | -------------- | ------------ | ------------------ | --- |
| 775    | BDK-47 (旧SDK-47)                           | 134    | グダニスク造船所 | 1974年7月1日   | バルト海艦隊 | 退役1994年12月17日 | |
| 775    | BDK-48 (旧SDK-48)                           | 094    | グダニスク造船所 | 1975年6月30日  | 太平洋艦隊   | 退役1994年7月5日   | |
| 775    | BDK-63 (旧SDK-63)                           | 083    | グダニスク造船所 | 1975年6月30日  | 太平洋艦隊   | 退役1994年7月5日   | |
| 775    | BDK-90 (旧SDK-90)                           | 058    | グダニスク造船所 | 1975年11月30日 | 太平洋艦隊   | 退役1994年7月5日   | |
| 775    | オレネゴールスキイ・ゴルニャーク            | 012    | グダニスク造船所 | 1976年6月30日  | 北方艦隊     | 現役               | 2023年8月4日、ウクライナ海軍のドローン攻撃により損傷。現在、乾ドックで修理中。                                                               |
| 775    | BDK-181 (旧SDK-181)                         | 083    | グダニスク造船所 | 1976年10月9日  | 太平洋艦隊   | 退役 1994年7月5日  | |
| 775    | コンドポガ (旧SDK-182)                      | 027    | グダニスク造船所 | 1976年11月30日 | 北方艦隊     | 現役               | |
| 775    | コトラス (旧SDK-183)                        | 035    | グダニスク造船所 | 1977年3月15日  | 北方艦隊     | 退役 2005年6月22日 | |
| 775    | BDK-197 (旧SDK-197)                         | 093    | グダニスク造船所 | 1977年9月21日  | 太平洋艦隊   | 退役 1994年7月5日  | |
| 775    | BDK-200 (旧SDK-200)                         | 011    | グダニスク造船所 | 1977年12月17日 | 北方艦隊     | 退役 1993年6月30日 | |
| 775    | アレクサンドル・オトラコフスキー (旧SDK-55) | 031    | グダニスク造船所 | 1978年7月30日  | 北方艦隊     | 現役               | |
| 775    | BDK-119 (旧SDK-119)                         |        | グダニスク造船所 | 1979年2月27日  | 太平洋艦隊   | 沈没               | 1979年に南イエメンで再就役した。2002年に退役した後、貨物船として利用されたが2018年に沈没。                                                   |
| 775/II | BDK-14                                      | 070    | グダニスク造船所 | 1981年8月31日  | 太平洋艦隊   | 退役 2001年5月3日  | |
| 775/II | オスリャービャ (旧BDK-101)                  | 066    | グダニスク造船所 | 1981年12月19日 | 太平洋艦隊   | 現役               | |
| 775/II | BDK-105                                     | 125    | グダニスク造船所 | 1982年3月2日   | バルト海艦隊 | 退役 2002年5月10日 | |
| 775/II | アドミラル・ネベルスコイ(旧BDK-98)          | 055    | グダニスク造船所 | 1982年9月28日  | 太平洋艦隊   | 現役               | |
| 775/II | BDK-32                                      | 039    | グダニスク造船所 | 1982年         | 北方艦隊     | 退役2002年5月10日  | |
| 775/II | ミンスク(旧BDK-43)                          | 127    | グダニスク造船所 | 1983年5月30日  | バルト海艦隊 | 損傷（修理予定）   | 2023年9月13日、セヴァストポリにおいて、ウクライナの攻撃により大破。ロシア政府は同船を修理すると発表している。                                |
| 775/II | カリーニングラード (ex-BDK-58)              | 102    | グダニスク造船所 | 1984年12月9日  | バルト海艦隊 | 現役               | |
| 775/II | ゲオールギイ・ポベドノーセツ (旧BDK-45)     | 016    | グダニスク造船所 | 1985年3月5日   | 北方艦隊     | 現役               | |
| 775/II | コンスタンチン・オルシャンスキー(旧BDK-56)  | 154    | グダニスク造船所 | 1985年         | 黒海艦隊     | 損傷               | 1996年にウクライナに編入された。2014年3月、クリミア危機において鹵獲されたが、損傷が激しく修理の目処は立っていない。                          |
| 775/II | Alexandr Shabalin (旧BDK-60)                | 110    | グダニスク造船所 | 1985年12月31日 | バルト海艦隊 | 現役               | |
| 775/II | ツェーザリ・クニコフ (旧BDK-64)             | 158    | グダニスク造船所 | 1986年9月30日  | 黒海艦隊     | 撃沈               | 2022年3月24日、ベルジャーンスク港において、ウクライナの攻撃により損傷。2024年2月14日、アルプカ沖でウクライナ国防省情報総局の攻撃により撃沈。 |
| 775/II | ノボチェルカスク(旧BDK-46)                  | 142    | グダニスク造船所 | 1987年11月30日 | 黒海艦隊     | 損傷               | 2023年12月16日、フェオドシヤに停泊中、ウクライナの攻撃により損傷                                                                             |
| 775/II | ヤマール (旧BDK-67)                         | 156    | グダニスク造船所 | 1988年4月30日  | 黒海艦隊     | 現役               | |
| 775M   | アゾフ (旧BDK-54)                           | 151    | グダニスク造船所 | 1990年10月12日 | 黒海艦隊     | 現役               | |
| 775M   | ペレスヴェート (旧BDK-11)                   | 077    | グダニスク造船所 | 1991年4月10日  | 太平洋艦隊   | 現役               | |
| 775M   | コロレフ (旧BDK-61)                         | 130    | グダニスク造船所 | 1991年7月10日  | バルト海艦隊 | 現役               | |